# تارا بلیز
تارا بلیز (انگلیسی: Tara Blaise؛ زادهٔ ۱ مارس ۱۹۷۵) خواننده، و بازیگر تئاتر اهل جمهوری ایرلند است.